# Бережок (платформа)
Бережо́к (бел. Беражок) — железнодорожный остановочный пункт Минского отделения Белорусской железной дороги на линии Минск — Орша. Расположен в деревне Плавучее Галое Крупского района Минской области, между станциями Приямино и Крупки на аналогичном перегоне.

## История
Остановочный пункт был построен и введён в эксплуатацию в 1951 году на железнодорожной магистрали Москва — Минск — Брест. В 1981 году остановочный пункт был электрифицирован переменным током (~25 кВ) в составе участка Борисов — Орша-Центральная.

## Инфраструктура
Через остановочный пункт проходят два магистральных пути. Станция представляет собою две боковые платформы прямой формы, имеющие длину по 205 метров каждая. Пересечение железнодорожных путей осуществляется по двум наземным пешеходным переходам, оснащёнными предупреждающими плакатами. Пассажирский павильон расположен на платформе в направлении Минска, билетные кассы на остановочном пункте отсутствуют.

## Пассажирское сообщение
На остановочном пункте ежедневно останавливаются электропоезда региональных линий эконом-класса (пригородные электрички), следующие до станций Орша-Центральная (6 пар поездов) и 2 пары поездов станции Крупки, а также нерегулярные рейсы до Славного. Время следования до Орши составляет в среднем 1 час 43 минуты, до Борисова — 29 минут, до станции Минск-Пассажирский — 2 часа 5 минут.
В двухстах метрах от выхода с платформ, на пересечении съезда с автотрассы М1 и автодороги Н8711 расположена остановка общественного транспорта пригородного сообщения «Торфзавод», с которой отправляются автобусные маршруты до деревни Хотюхово и районного центра. Автобусы совершают по два рейса в сутки ежедневно.